# ГЕС-ГАЕС Каґедайра
ГЕС-ГАЕС Каґедайра (яп. 蔭平発電所, Каґедайра хацуденшьо, Гепберн: Kagedaira hatsudensho) — гідроелектростанція в Японії на острові Сікоку. Знаходячись перед ГЕС Хінотані, становить верхній ступінь каскаду на річці Нака, яка на північно-східному узбережжі впадає до протоки Кіі, що відокремлює Сікоку від Хонсю.

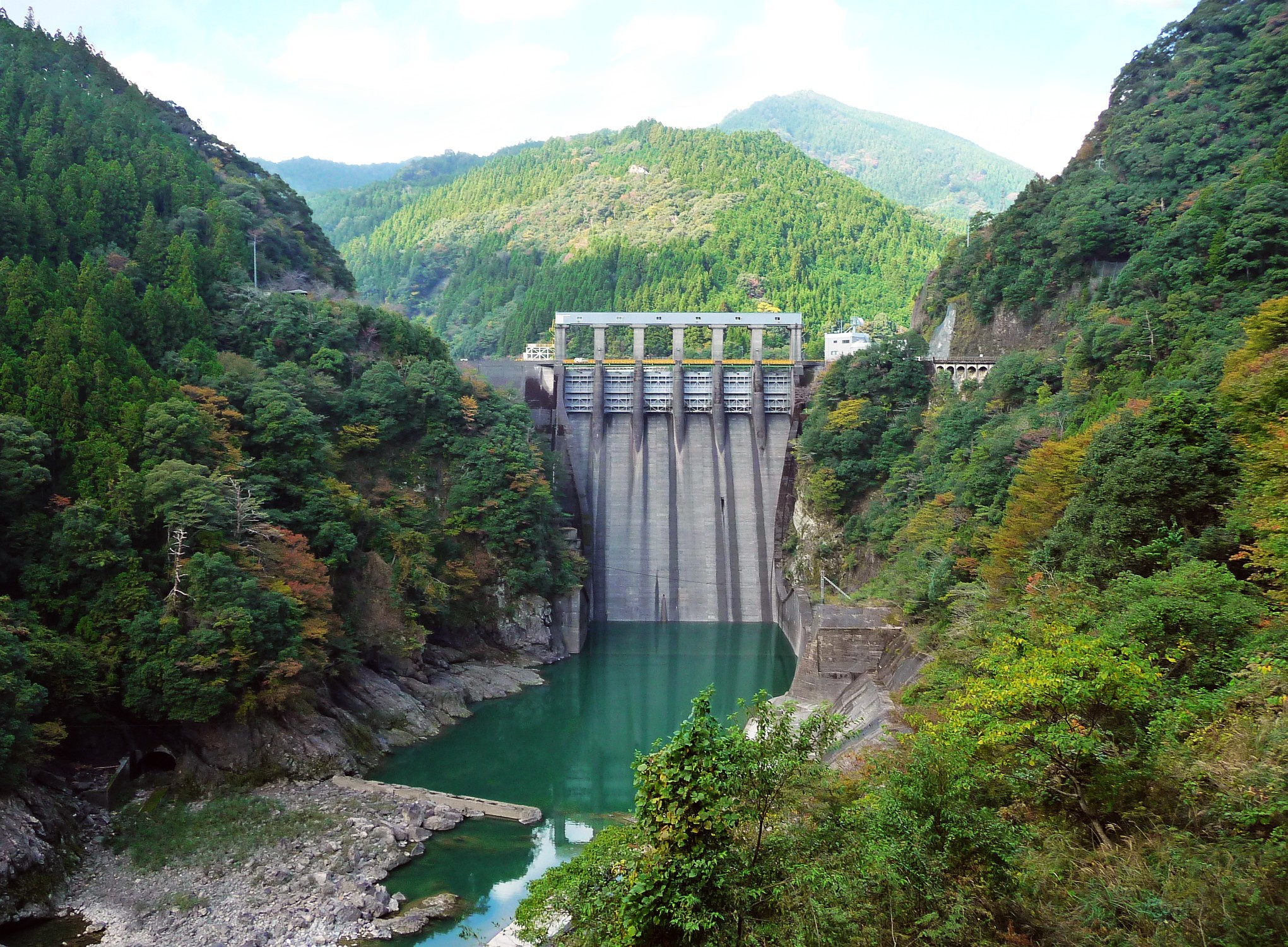
Гребля Нагаясугучі

Для створення верхнього резервуару Наку перекрили бетонною арковою греблею висотою 63 метри та довжиною 152 метри, яка потребувала 40 тис. м3 матеріалу. Вона утримує водосховище з площею поверхні 0,89 км2 та об'ємом 16,8 млн м3 (корисний об'єм 11,4 млн м3), в якому припустиме коливання рівня між позначками 296 та 314 метрів НРМ.
Як нижній резервуар використовують водосховище наступної станції каскаду. Його створили за допомогою бетонної гравітаційної греблі Нагаясугучі висотою 86 метрів та довжиною 200 метрів, яка потребувала 283 тис. м3 матеріалу. Вона утримує водосховище з площею поверхні 2,24 км2 та об'ємом 54,3 млн м3 (корисний об'єм 43,5 млн м3), в якому припустиме коливання рівня між позначками 943 та 955 метрів НРМ.
Із верхнього резервуару через правобережний масив прокладено дериваційний тунель довжиною 5,1 км з діаметром 5 метрів, який переходить у напірний водовід зі спадаючим діаметром від 4,5 до 3,2 метра. В системі також працює вирівнювальний резервуар заввишки 58 метрів з діаметром 16 метрів. Із нижнім резервуаром машинний зал пов'язаний тунелем завдовжки всього кілька десятків метрів.
Основне обладнання станції становить одна турбіна типу Деріяз потужністю 47,7 МВт у генераторному та 47 МВт у насосному режимах. Вона використовує напір у 90 метрів та забезпечує виробництво 120 млн кВт-год електроенергії на рік.